# Amphoe Nakhon Chai Si
L'Amphoe Nakhon Chai Si (in thailandese: นครชัยศรี) è un distretto (amphoe) della Thailandia situato nella provincia di Nakhon Pathom.